# Вулиця Вавилових
Ву́лиця Вави́лових — вулиця в Шевченківському районі міста Києва, місцевість Сирець. Пролягає від Ризької вулиці до вулиці Володимира Сальського.
Прилучаються вулиці Олешківська, Щусєва, Юрія Глушка та провулок Щусєва.

## Історія
Вулиця виникла в 1950-х роках під назвою 817-та Нова. У 1955 році набула назви вулиця Вавілова, на честь академіка Сергія Вавилова, з 1974 року — вулиця Академіка Вавилова. 1991 року отримала назву вулиця Вавілових, на честь радянських вчених Миколи та Сергія Вавилових.
Сучасна назва, уточнена згідно з чинним правописом, — з 2022 року.

## Забудова
Частково збереглася первісна малоповерхова забудова початку 1950-х років, зокрема дві будівлі дитячого закладу в садибах № 15 і 17. У 1951 році по вул. Вавилових, 18 заснована бібліотека імені Івана Котляревського.

## Зображення

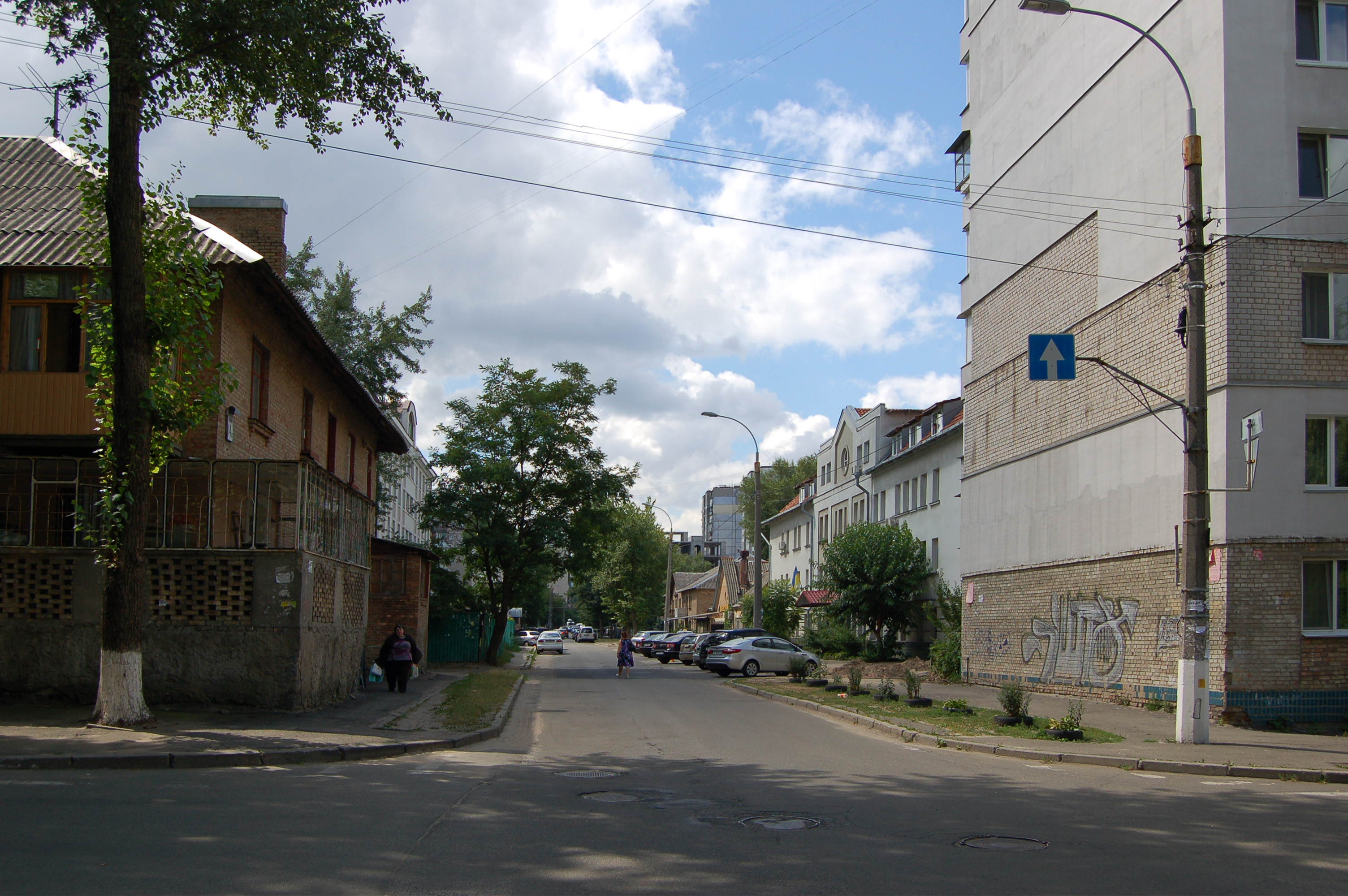
Перехрестя з вулицею Юрія Глушка
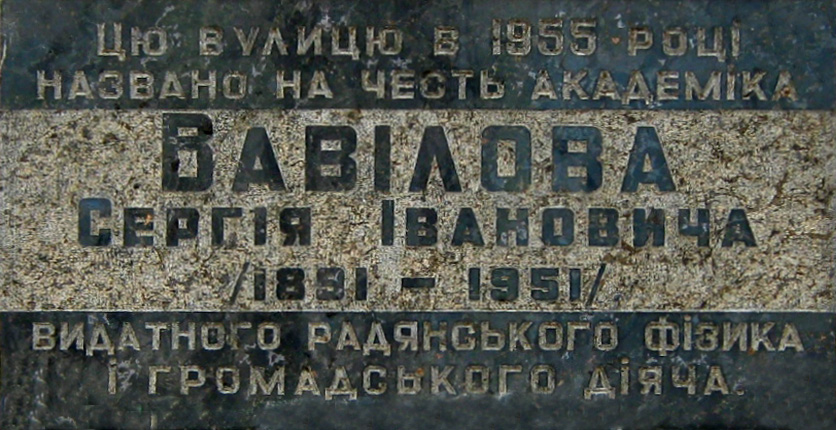
Анотаційна табличка на будинку № 20/33